# Encelia resinifera
Encelia resinifera là một loài thực vật có hoa trong họ Cúc. Loài này được (M.E.Jones ex S.F.Blake) C.Clark mô tả khoa học đầu tiên năm 1998.